# بوب ياباني
الجي بوب (باليابانية: J-POP، اختصار لكلمة «بوب اليابانية» باللغة إنجليزية) هو نوع من الموسيقى البوب القادمة من اليابان. ويشمل هذا المصطلح أيضا الجي روك (موسيقى الروك اليابانية). استوحي الجي-بوب من الموسيقى الغربية .

## تاريخ
أما عبارة «جي بوب» فقد استخدمت لأول مرة عام 1988.

## معرض الصور

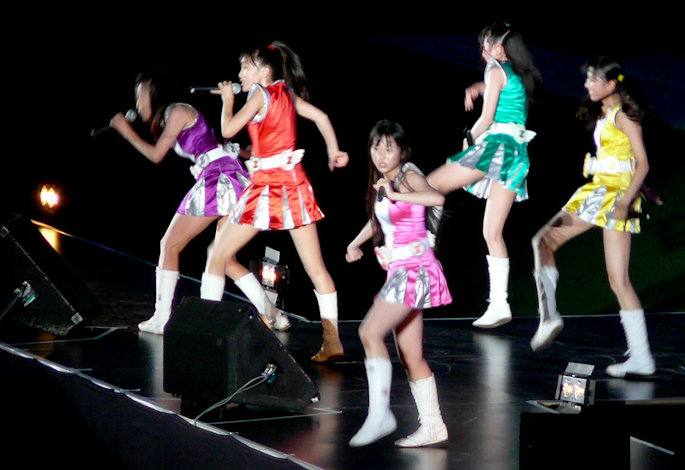
مومويرو كلوفر زد
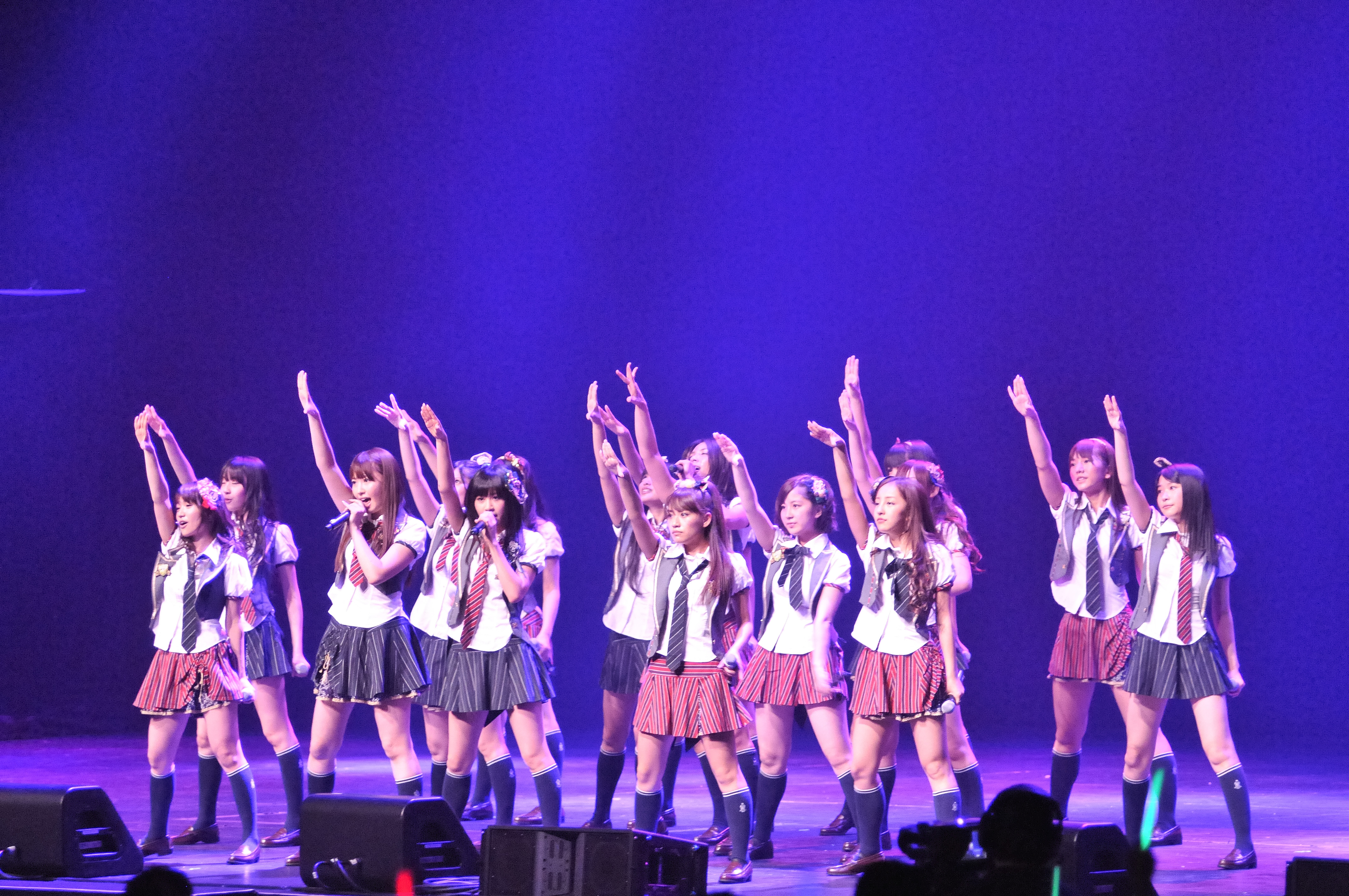
إيه كيه بي 48
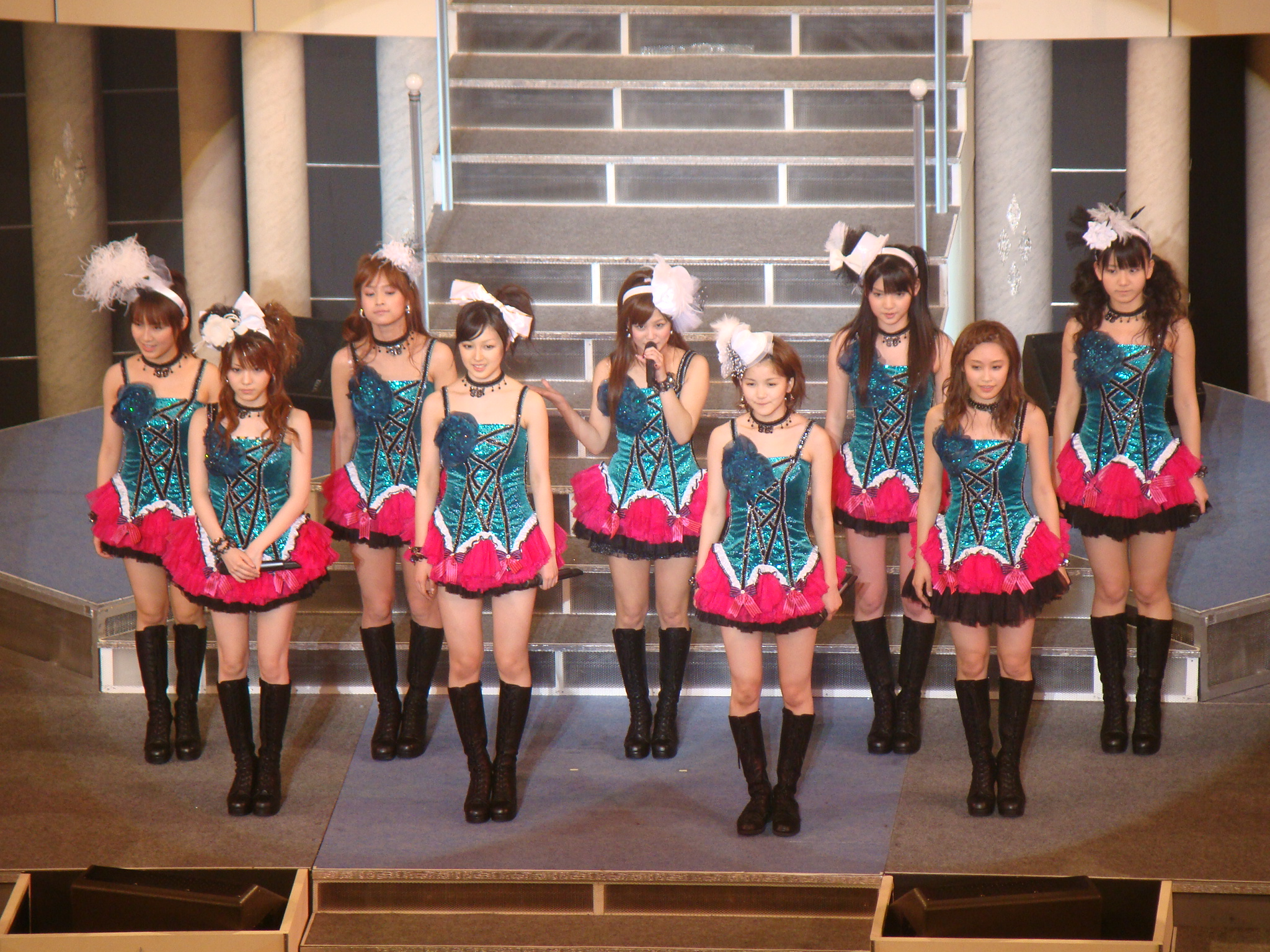
مورنغ موسومي
شعار كيوت
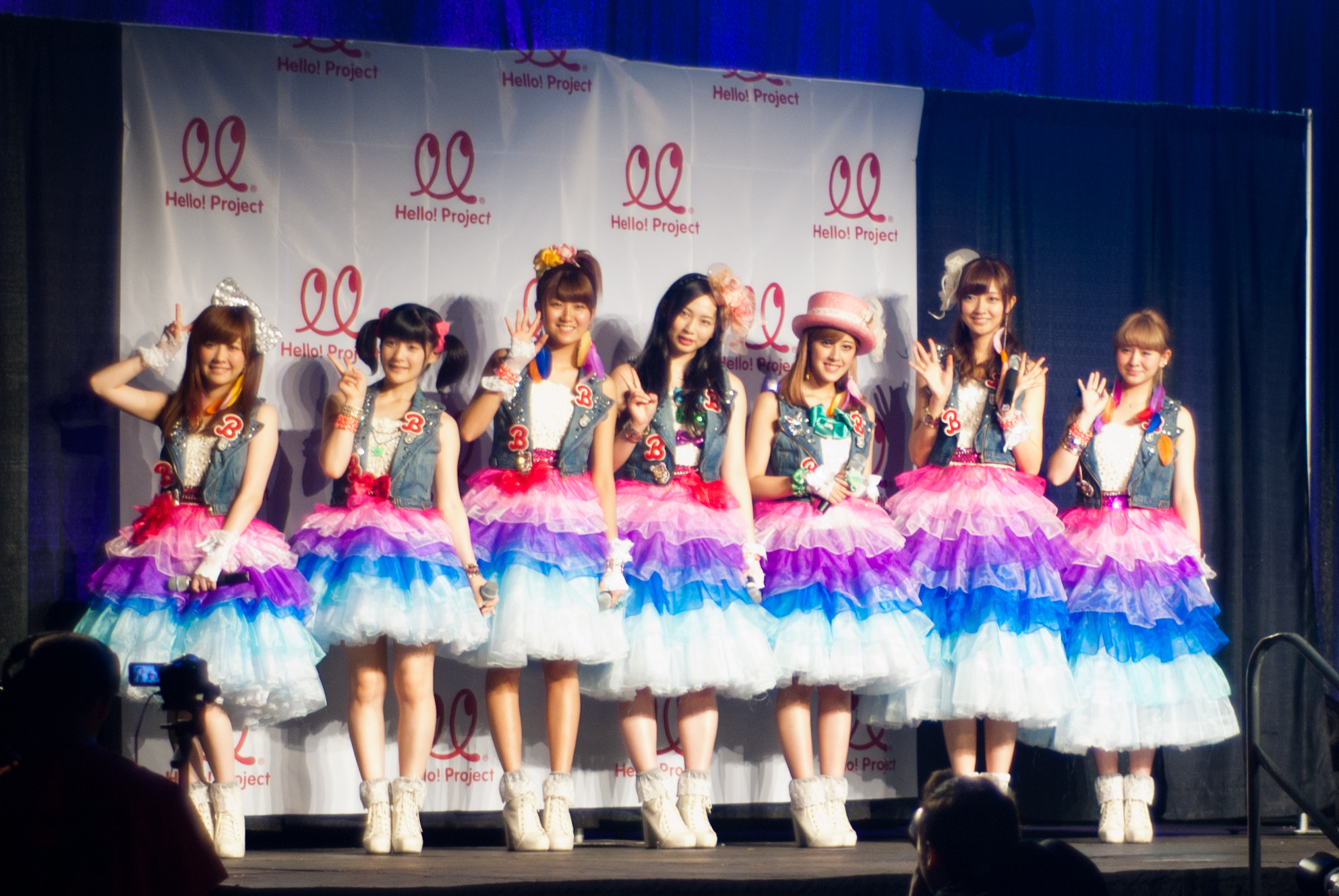
بيريز كوبو